# Thiago Cardozo
Thiago Gastón Cardozo Brugman (Juan Lacaze, 31 luglio 1996) è un calciatore uruguaiano, portiere dell'Unión (SF).

## Carriera

### Club
È cresciuto nelle giovanili del Peñarol.
Ha giocato nella prima divisione uruguaiana ed in quella argentina.

### Nazionale
Nel 2013 con la nazionale Under-17 uruguaiana ha preso parte al campionato mondiale e al campionato sudamericano.
Nel 2015 con la nazionale Under-20 uruguaiana ha preso parte al campionato mondiale disputando un match ed al campionato sudamericano.

## Palmarès

### Club

#### Competizioni nazionali
- Supercopa Uruguaya: 1

Peñarol: 2018